# Nallely Solís
Nallely Solís (...) è una doppiatrice messicana, spesso riconosciuta con lo pseudonimo Alexia Solís.
Tra i personaggi da lei doppiati figurano  Chopper in One Piece, Shinnosuke Nohara (2ª voce) in Shin Chan, Lisa Simpson e Milhouse Van Houten in I Simpson (dalla stagione 16 fino alla stagione 31).